# Xã Dundee, Michigan
Xã Dundee (tiếng Anh: Dundee Township) là một xã thuộc quận Monroe, tiểu bang Michigan, Hoa Kỳ. Năm 2010, dân số của xã này là 6.759 người.